# Division 1 Féminine 2003-2004
La Division 1 Féminine 2003-2004 è stata la 30ª edizione della massima divisione del campionato francese femminile di calcio organizzato dalla federazione calcistica della Francia (Fédération Française de Football - FFF). Il campionato, iniziato il 12 ottobre 2003 e concluso il 20 giugno 2005, ha visto il Montpellier aggiudicarsi il suo primo titolo di Campione di Francia di categoria. Capocannoniere del torneo è stata la francese Claire Morel (FC Lione) con 18 reti realizzate.

## Stagione

### Novità
Dalla Division 1 Féminine 2002-2003 sono stati retrocessi in Division 2 Féminine lo Stade Quimpérois (11º posto) e il Bruay-la-Buissière (12º posto).
Dalla Division 2 Féminine sono stati promossi l'Hénin-Beaumont e il Compiègne.

### Formato
Le 12 squadre si affrontano in un girone all'italiana con partite di andata e ritorno, per un totale di 22 giornate. Mentre in questa fase le ultime due classificate retrocedono in Division 2 Féminine, le prime quattro squadre accedono ad un minitorneo dal quale, sempre con girone all'italiana, si determina la squadra vincitrice che oltre al titolo di campione di Francia è ammessa alla UEFA Women's Cup 2004-2005 direttamente dai sedicesimi di finale.

## Squadre partecipanti
| Club                   | Città                      | Stadio                  | Stagione 2003-2005      |
| ---------------------- | -------------------------- | ----------------------- | ----------------------- |
| CNFE Clairefontaine    | Clairefontaine-en-Yvelines | Stadio Pierre Pibarot   | 5º posto in Division 1  |
| Compiègne              | Compiègne                  | Stadio de Mercières     | 2º posto in Division 2  |
| Hénin-Beaumont         | Hénin-Beaumont             | Stadio Raymonde Delabre | 1º posto in Division 2  |
| FCF Juvisy             | Juvisy-sur-Orge            | Stadio Georges Maquin   | Campione di Francia     |
| La Roche-sur-Yon       | La Roche-sur-Yon           | Stadio Saint André      | 10º posto in Division 1 |
| FC Lione               | Lione                      | Stade de Gerland        | 2º posto in Division 1  |
| Montpellier            | Montpellier                | Stadio Joseph Blanc     | 3º posto in Division 1  |
| Paris Saint-Germain    | Parigi                     | Stadio George-Lefèvre   | 7º posto in Division 1  |
| Saint-Memmie Olympique | Saint-Memmie               | Stadio Déborah Jeannet  | 9º posto in Division 1  |
| Soyaux                 | Soyaux                     | Stadio Léo Lagrange     | 6º posto in Division 1  |
| Stade Briochin         | Saint-Brieuc               | Stadio Fred Aubert      | 8º posto in Division 1  |
| Tolosa                 | Tolosa                     | Stadio de la Ramée      | 4º posto in Division 1  |

## Stagione regolare

### Classifica finale
|  | Pos. | Squadra                | Pt | G  | V  | N | P  | GF | GS | DR  |
|  | ---- | ---------------------- | -- | -- | -- | - | -- | -- | -- | --- |
|  | 1.   | Tolosa                 | 77 | 22 | 17 | 4 | 1  | 58 | 12 | +46 |
|  | 2.   | Montpellier            | 69 | 22 | 14 | 5 | 3  | 55 | 13 | +42 |
|  | 3.   | FC Lione               | 68 | 22 | 14 | 4 | 4  | 52 | 25 | +27 |
|  | 4.   | FCF Juvisy             | 67 | 22 | 14 | 3 | 5  | 42 | 16 | +26 |
|  | 5.   | CNFE Clairefontaine    | 63 | 22 | 12 | 5 | 5  | 35 | 11 | +24 |
|  | 6.   | Soyaux                 | 53 | 22 | 9  | 4 | 9  | 38 | 33 | +5  |
|  | 7.   | Hénin-Beaumont         | 52 | 22 | 8  | 6 | 8  | 38 | 36 | +2  |
|  | 8.   | Paris Saint-Germain    | 44 | 22 | 5  | 7 | 10 | 22 | 36 | -14 |
|  | 9.   | Stade Briochin         | 40 | 22 | 5  | 3 | 14 | 26 | 59 | -33 |
|  | 10.  | Saint-Memmie Olympique | 36 | 22 | 4  | 2 | 16 | 16 | 59 | -43 |
|  | 11.  | La Roche-sur-Yon       | 33 | 22 | 2  | 5 | 15 | 8  | 50 | -42 |
|  | 12.  | Compiègne              | 32 | 22 | 2  | 4 | 16 | 12 | 52 | -40 |

Legenda:
      Ammesse alla fase finale.
      Retrocesse in Division 2.
Note:
Quattro punti a vittoria, due a pareggio, uno a sconfitta.

### Tabellone
|                     | Cla  | Com  | Hén  | Juv  | RSY  | Lio  | Mon  | PSG  | SMO  | Soy  | StB  | Tol  |
| ------------------- | ---- | ---- | ---- | ---- | ---- | ---- | ---- | ---- | ---- | ---- | ---- | ---- |
| CNFE Clairefontaine | –––– | 2-1  | 0-1  | 0-2  | 0-0  | 1-1  | 0-0  | 1-0  | 2-0  | 2-0  | 4-0  | 0-1  |
| Compiègne           | 0-3  | –––– | 2-1  | 0-1  | 0-0  | 2-5  | 1-5  | 0-1  | 0-4  | 0-4  | 1-0  | 0-2  |
| Hénin-Beaumont      | 0-0  | 1-1  | –––– | 0-2  | 3-0  | 2-2  | 0-3  | 1-1  | 8-1  | 3-2  | 1-4  | 0-2  |
| Juvisy              | 0-1  | 3-0  | 3-1  | –––– | 3-0  | 1-2  | 0-1  | 3-1  | 5-0  | 0-2  | 5-0  | 0-0  |
| La Roche-sur-Yon    | 1-0  | 0-0  | 1-3  | 1-3  | –––– | 0-2  | 1-1  | 0-0  | 0-2  | 0-3  | 1-3  | 0-2  |
| Lione               | 0-2  | 2-0  | 1-1  | 1-2  | 4-0  | –––– | 0-1  | 3-2  | 5-0  | 4-2  | 4-1  | 4-4  |
| Montpellier         | 0-0  | 3-0  | 3-0  | 1-0  | 10-0 | 2-0  | –––– | 1-1  | 3-0  | 1-3  | 10-0 | 0-1  |
| Paris SG            | 0-2  | 2-1  | 2-5  | 0-1  | 2-0  | 0-1  | 2-2  | –––– | 2-0  | 2-1  | 0-0  | 1-4  |
| Saint-Memmie Ol.    | 0-3  | 2-2  | 0-3  | 0-2  | 0-2  | 1-4  | 2-4  | 1-0  | –––– | 0-4  | 1-1  | 0-5  |
| Soyaux              | 0-6  | 3-0  | 2-2  | 1-1  | 5-1  | 0-2  | 0-2  | 1-1  | 1-0  | –––– | 2-1  | 0-0  |
| Stade briochin      | 1-5  | 2-1  | 1-2  | 2-3  | 1-0  | 1-3  | 0-1  | 2-2  | 1-2  | 4-2  | –––– | 0-4  |
| Tolosa              | 3-1  | 6-0  | 3-0  | 2-2  | 3-0  | 0-2  | 2-1  | 6-0  | 2-0  | 1-0  | 5-1  | –––– |

## Fase finale

### Classifica finale
|  | Pos. | Squadra     | Pt | G | V | N | P | GF | GS | DR |
|  | ---- | ----------- | -- | - | - | - | - | -- | -- | -- |
|  | 1.   | Montpellier | 11 | 3 | 2 | 0 | 1 | 5  | 3  | +2 |
|  | 2.   | FC Lione    | 10 | 3 | 2 | 0 | 1 | 4  | 5  | -1 |
|  | 3.   | FCF Juvisy  | 9  | 3 | 2 | 0 | 1 | 8  | 4  | +4 |
|  | 4.   | Tolosa      | 5  | 3 | 0 | 0 | 3 | 0  | 5  | -5 |

Legenda:
      Campione di Francia e ammessa alla UEFA Women's Cup 2004-2005.
Note:
Quattro punti a vittoria, due a pareggio, uno a sconfitta, ai quali si aggiungono rispettivamente 4, 3, 2 e 1 punto a 1ª, 2ª, 3ª e 4ª classificata nella prima fase.

### Tabellone
|             | Juv  | Mon  | OLi  | Tol  |
| ----------- | ---- | ---- | ---- | ---- |
| Juvisy      | –––– |      |      | 3-0  |
| Lione       | 3-2  | –––– |      |      |
| Montpellier | 1-3  | 3-0  | –––– |      |
| Tolosa      |      | 0-1  | 0-1  | –––– |

## Statistiche

### Classifica marcatrici
Tratta dal sito footofeminin.fr
| Gol |  |  | Giocatore            | Squadra             |
| --- |  |  | -------------------- | ------------------- |
| 18  |  |  | Claire Morel         | FC Lione            |
| 17  |  |  | Hoda Lattaf          | Montpellier         |
| 15  |  |  | Élodie Thomis        | CNFE Clairefontaine |
| 14  |  |  | Laëtitia Tonazzi     | FCF Juvisy          |
| 14  |  |  | Lilas Traïkia        | Tolosa              |
| 13  |  |  | Marie-Pierre Castera | Tolosa              |
| 13  |  |  | Corine Petit         | Soyaux              |
| 12  |  |  | Élodie Ramos         | Montpellier         |
| 9   |  |  | Sandrine Brétigny    | FC Lione            |